# Карлайл (Пенсільванія)
Карлайл (англ. Carlisle) — місто (англ. borough) в США, в окрузі Камберленд штату Пенсільванія. Населення — 20 118 осіб (2020).

## Географія
Карлайл розташований за координатами 40°12′0″ пн. ш. 77°12′15″ зх. д. / 40.20000° пн. ш. 77.20417° зх. д. (40.199993, -77.204145). За даними Бюро перепису населення США в 2010 році місто мало площу 14,35 км², з яких 14,33 км² — суходіл та 0,02 км² — водойми.

### Клімат
| Клімат : Карлайл                          | Клімат : Карлайл | Клімат : Карлайл | Клімат : Карлайл | Клімат : Карлайл | Клімат : Карлайл | Клімат : Карлайл | Клімат : Карлайл | Клімат : Карлайл | Клімат : Карлайл | Клімат : Карлайл | Клімат : Карлайл | Клімат : Карлайл | Клімат : Карлайл |
| Показник                                  | Січ.             | Лют.             | Бер.             | Квіт.            | Трав.            | Черв.            | Лип.             | Серп.            | Вер.             | Жовт.            | Лист.            | Груд.            | Рік              |
| Абсолютний максимум, °C                   | 21,7             | 25,0             | 29,4             | 33,9             | 35,0             | 36,7             | 38,9             | 37,8             | 36,7             | 31,7             | 27,8             | 25,0             | 38,9             |
| Середній максимум, °C                     | 1,7              | 3,9              | 8,9              | 15,6             | 21,1             | 26,1             | 28,3             | 27,2             | 23,3             | 16,7             | 10,6             | 4,4              | 15,7             |
| Середній мінімум, °C                      | −6,7             | −5,6             | −1,1             | 3,9              | 9,4              | 14,4             | 17,2             | 16,1             | 11,7             | 5,6              | 1,1              | −3,9             | 5,2              |
| Абсолютний мінімум, °C                    | −28,3            | −21,1            | −16,7            | −10,6            | −3,3             | 2,8              | 6,7              | 5,6              | −0,6             | −6,7             | −14,4            | −19,4            | −28,3            |
| Норма опадів, мм                          | 81               | 67               | 85               | 85               | 106              | 106              | 100              | 85               | 109              | 82               | 81               | 76               | 1063             |
| ----------------------------------------- | ---------------- | ---------------- | ---------------- | ---------------- | ---------------- | ---------------- | ---------------- | ---------------- | ---------------- | ---------------- | ---------------- | ---------------- | ---------------- |
| Джерело: The Weather Channel; Weatherbase |                  |                  |                  |                  |                  |                  |                  |                  |                  |                  |                  |                  |                  |

## Демографія
Згідно з переписом 2010 року, у селищі мешкали 18 682 особи в 7671 домогосподарстві у складі 4103 родин. Густота населення становила 1302 особи/км². Було 8404 помешкання (586/км²).
Расовий склад населення:
| - 84,3 % — білих - 8,3 % — чорних або афроамериканців - 2,3 % — азіатів - 0,2 % — корінних американців - 1,3 % — осіб інших рас |

До двох чи більше рас належало 3,6 %. Частка іспаномовних становила 4,5 % від усіх жителів.
За віковим діапазоном населення розподілялося таким чином: 19,1 % — особи молодші 18 років, 65,0 % — особи у віці 18—64 років, 15,9 % — особи у віці 65 років та старші. Медіана віку мешканця становила 34,1 року. На 100 осіб жіночої статі у селищі припадало 87,1 чоловіків; на 100 жінок у віці від 18 років та старших — 84,3 чоловіків також старших 18 років.
Середній дохід на одне домашнє господарство становив 64 713 долари США (медіана — 47 672), а середній дохід на одну сім'ю — 78 371 долар (медіана — 58 222). Медіана доходів становила 47 670 доларів для чоловіків та 32 376 доларів для жінок. За межею бідності перебувало 18,8 % осіб, у тому числі 30,7 % дітей у віці до 18 років та 6,4 % осіб у віці 65 років та старших.
Цивільне працевлаштоване населення становило 9463 особи. Основні галузі зайнятості: освіта, охорона здоров'я та соціальна допомога — 28,6 %, роздрібна торгівля — 13,4 %, мистецтво, розваги та відпочинок — 12,2 %.